# Phymorhynchus sulciferus
Phymorhynchus sulciferus is een slakkensoort uit de familie van de Raphitomidae. De wetenschappelijke naam van de soort is voor het eerst geldig gepubliceerd in 1893 door Bush.